# IC 2810
IC 2810 је спирална галаксија у сазвјежђу Лав која се налази на листи објеката дубоког неба у Индекс каталогу.
Деклинација објекта је + 14° 40' 36" а ректасцензија 11h 25m 44,9s. Привидна величина (магнитуда) објекта IC 2810 износи 14,4 а фотографска магнитуда 15,2. IC 2810 је још познат и под ознакама IC 2810A, UGC 6436, MCG 3-29-43, CGCG 96-41, IRAS 11231+1456, PGC 35142.